# Кардаш, Александр Сергеевич
Александр Сергеевич Кардаш (14 ноября 1918 года, село Ново-Еловка, Ачинский уезд, Енисейская губерния — 31 января 1985 года, Абакан, Хакасская автономная область, СССР) — советский партийный, хозяйственный деятель. Заслуженный работник пищевой индустрии РСФСР.

## Биография
В 1937 году закончил Ачинский техникум советской торговли с присвоением квалификации бухгалтера-экономиста. Работал бухгалтером Ачинского отделения Красторга, служил в армии (1939—1940). С 1940 по 1950 годы — заместитель секретаря, первый секретарь Ачинского горкома ВЛКСМ, секретарь Красноярского крайкома ВЛКСМ по военной работе, первый секретарь Хакасского обкома ВЛКСМ. Был делегатом XI съезда ВЛКСМ (1949). За свою деятельность награждён двумя орденами Трудового Красного знамени (1948, 1950).
После окончания Красноярской партийной школы — на партийной работе. В 1957 году первый секретарь Рыбинского райкома КПСС Красноярского края А. С. Кардаш награждён орденом Ленина. Работал секретарём Хакасского обкома КПСС. С 1961 года на хозяйственной работе.
С 1964 года и до конца жизни трудился директором Абаканского мясоконсервного комбината, сделав его одним из передовых в своей отрасли. В 1974 году за свои достижения был награждён орденом Октябрьской революции. В 1984 году был делегатом XVII съезда профсоюзов СССР.
«Опыт жизни, энергия, ответственность, любовь к людям, требовательность, справедливость и чувство долга» — так писал об А. С. Кардаше журналист и писатель Василий Песков.
Был награждён орденами и медалями. Скоропостижно скончался 31 января 1985 года.